# Peter Cestnik
Peter Cestnik, slovenski učitelj telovadbe in športni strelec, * 29. julij 1895, Hrastnik, † 23. september 1970, Beograd.
Gimnazijo je obiskoval v Mariboru. Po 1. svetovni vojni se je kot poročnik pridružil generalu Maistru in sodeloval pri osvoboditvi Maribora; tu je bil med obema vojnama tudi učitelj telesne vzgoje. Leta 1927 se je pričel ukvarjati s športnim strelstvom ter dosegel vrsto uspehov na prvenstvih Jugoslavije in mednarodnih tekmah. Leta 1942 se je pridružil narodnoosvobodilni borbi in bil 1944 predavatelj strelstva v častniški šoli pri Glavnem štabu Narodnoosvobodilne vojske in partizanskih odredov Slovenije v Metliki.
Na svetovnem prvenstvu 1949 v Buenos Airesu je z jugoslovansko ekipo z vojaško puško (puška - trojni položaj)  osvojil srebrno medaljo ter pri tem je dosegel najboljši rezultat v streljanu leže. V njegov spomin prireja Strelska zveza Slovenije vsakoletno tekmovanje.